# Trafikplats Djurhagshus

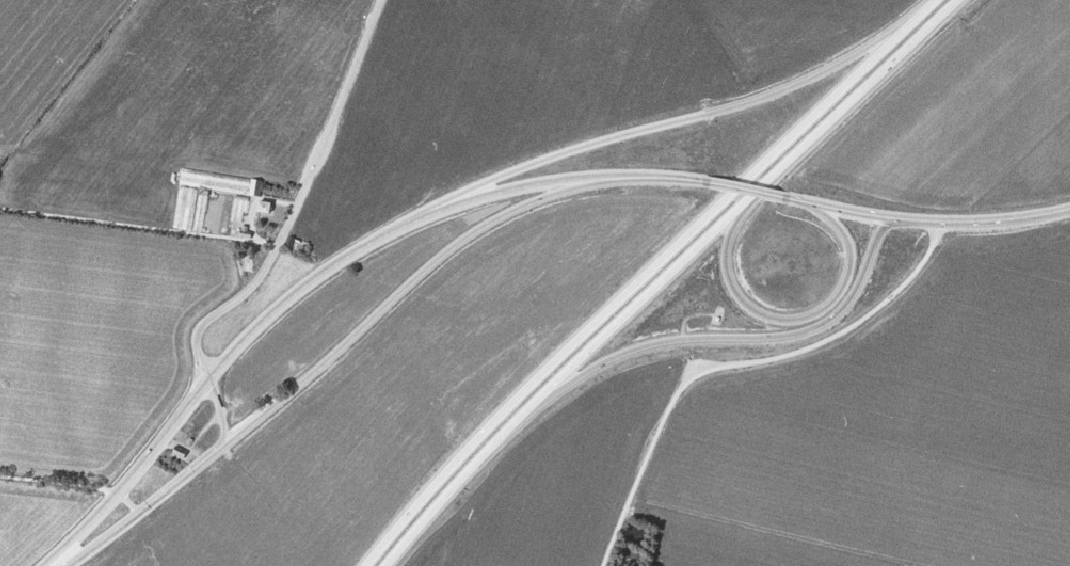
Historiskt flygfoto över Trafikplats Djurhagshaus från 1970-talet.

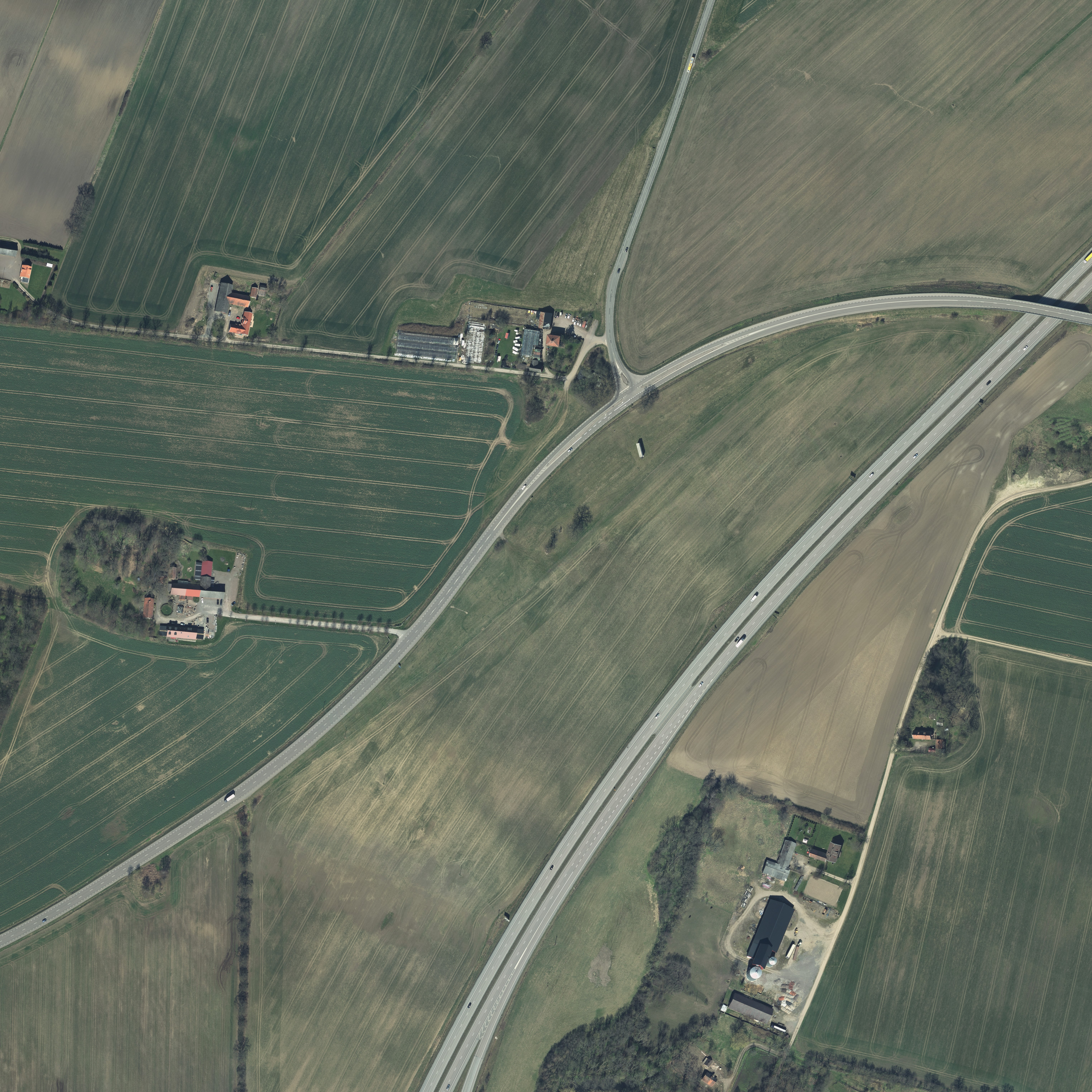
Området för Trafikplats Djurhagshus idag. Korsningen mellan Djurhagshusvägen och Västkustvägen överst i bild, E6:an syns nedanför. Flygfoto från Helsingborgs stad.

Trafikplats Djurhagshus var en gammal trafikplats utanför Helsingborg där tidigare vägarna Riksväg 1 (sedermera E4) och Riksväg 3 (sedermera E6) mötte varandra. 

## Historik
Trafikplatsen låg vid den nuvarande t-korsningen mellan Djurhagshusvägen och Västkustvägen öster om Ödåkra. Djurhagshusvägen motsvarar gamla Riksväg 1:s sträckning och fortsatte fram till Trafikplats Ekebro öster om Hyllinge, där den korsade Riksväg 2 innan den fortsatte norrut mot Stockholm. Västkustvägen motsvarar sträckningen för Riksväg 3, som gick från Djurhagshus och norrut genom Fleninge för att vid Trafikplats Södra Varalöv norr om Strövelstorp gå upp i Rikstvåan som fortsatte upp mot Göteborg.
På 1960-talet byggdes en ny motorväg ut strax öster om Riksväg 3. Motorvägen var en del av den så kallade Öresundsleden, som så småningom kom att bli nya E6:an. Sträckan Södra Varalöv till Djurhagshus stod klar den 1 november 1964. Den nya leden byggdes några år därefter ut i södergående riktning och sträckan mellan Djurhagshus och Görarp invigdes den 4 november 1969. Under 1970-talet byggdes även E4:an ut från Helsingborg och norrut. I och med detta byggdes en ny och mycket större trafikplats där E4:an och E6:an möttes, och den nya trafikplatsen, Trafikplats Kropp, kunde invigas den 6 november 1978 och ersatte Trafikplats Djurhagshus.